# Squanto
Squanto conosciuto anche come Tisquanto (1º gennaio 1585 o 1592 – 30 novembre 1622) era un nativo americano, membro della tribù Patuxet, noto per aver aiutato i Padri Pellegrini dopo il loro primo inverno nel Nuovo Mondo.
Nel corso della sua vita, Squanto attraversò l'Oceano Atlantico per ben 6 volte.
La vera data di nascita di Squanto è ignota, gli storici hanno individuato due date probabili: 1º gennaio 1585 o 1º gennaio 1592.

## Squanto nella cultura di massa
Nel 1994 è stato girato sulla vita di Squanto il film di produzione statunitense-canadese Squanto: A Warrior's Tale (Squanto: la storia di un guerriero).